# Port lotniczy Kalamata
Port lotniczy Kalamata (IATA: KLX, ICAO: LGKL) – port lotniczy położony w Kalamacie, w regionie Mesenia, w Grecji (Peloponez).
Funkcjonuje wyłącznie jako sezonowe lotnisko obsługujące ruch turystyczny w sezonie letnim.

## Linie lotnicze i połączenia
| Linia Lotnicza                | Kierunek                                                                                              |
| ----------------------------- | --- |
| Aegean Airlines               | Sezonowo: 1. Ateny 2. Kopenhaga 3. Göteborg 4. Helsinki 5. Monachium 6. Sztokholm-Arlanda 7. Tel Awiw |
| Austrian Airlines             | Sezonowo: 1. Wiedeń                                                                                   |
| British Airways               | Sezonowo: 1. Londyn-Heathrow                                                                          |
| Condor                        | Sezonowo: 1. Düsseldorf 2. Frankfurt 3. Monachium                                                     |
| Discover Airlines             | Sezonowo: 1. Frankfurt (od 29 czerwca 2025) 2. Monachium                                              |
| EasyJet                       | Sezonowo: 1. Londyn-Gatwick                                                                           |
| Edelweiss Air                 | Sezonowo: 1. Zurych                                                                                   |
| Eurowings                     | Sezonowo: 1. Düsseldorf                                                                               |
| Jet2.com                      | Sezonowo: 1. Birmingham 2. Londyn-Stansted 3. Manchester                                              |
| Lufthansa                     | Sezonowo: 1. Monachium                                                                                |
| Marathon Airlines             | Sezonowe czartery: 1. Innsbruck                                                                       |
| Neos                          | Sezonowo: 1. Mediolan-Malpensa                                                                        |
| Olympic Air                   | 1. Saloniki                                                                                           |
| Ryanair                       | Sezonowo: 1. Mediolan-Bergamo 2. Londyn-Stansted 3. Wiedeń                                            |
| Smartwings                    | Sezonowe czartery: 1. Praga                                                                           |
| Swiss International Air Lines | Sezonowo: 1. Genewa                                                                                   |
| Transavia.com                 | Sezonowo: 1. Amsterdam 2. Paryż-Orly                                                                  |
| Volotea                       | Sezonowo: 1. Nantes                                                                                   |